# Leander de Cordova
Leander de Cordova (1877 – 1969) foi um diretor de cinema e ator jamaicano. Seu irmão, Rudolph de Cordova, foi o roteirista e ator. 

## Filmografia selecionada
Ator
- Zorro's Fighting Legion (1939)
- Mission to Moscow (1943)
- The Mysterious Desperado (1949)
- Tough Assignment (1949)

Diretor
- Polly with a Past (1920)
- Love, Honor and Obey (1920)
- She (1925)
- After the Fog (1929)
- Trails of the Golden West (1931)